# Dziewiatkowce
Dziewiatkowce (biał. Дзевяткаўцы; ros. Девятковцы) – wieś na Białorusi, w obwodzie grodzieńskim, w rejonie wołkowyskim, w sielsowiecie Werejki. W źródłach spotykana jest także nazwa Dziewiątkowce.
W dwudziestoleciu międzywojennym leżały w Polsce, w województwie białostockim, w powiecie wołkowyskim, w gminie Tereszki.